# Уніко
Хорхе Аріас (англ. Jorge Arias) - мексикано-американський реслер який в даний момент працює в WWE під ім'ям Уніко За всю свою кар'єру Хорхе виступав під псевдонімами Інкогніто в ААА (Мексика) і Сін Кара (США).

## Кар'єра
Почав свою кар'єру ще в школі реслінгу, коли почав професійні виступи взяв собі псевдонім Містіко.
Свій контракт з WWE Хорхе підписав 14 грудня 2009 і виступав в FCW, де об'єднався з Тіто Колоном в команду Los Aviadores і зіткнувся кілька разів з братами Усо, і навіть виграли у них пояса чемпіонів , але пізніше програли їх. На SmackDown Хорхе дебютував 12 серпня 2011 року, спочатку замінивши Сін Кару, виступаючи замість нього. Потім 30 серпня 2011 року на SmackDown під маскою Сін Кари зробив хіл-терн, побивши Деніла Браяна після матчу. 23 вересня оригінальний Сін Кара повернувся, після чого з'явилося двоє Сін Кар. Що б відрізнятися від оригіналу, Хорхе став носити чорний костюм, і оголосив, що планує забрати ім'я у оригінала, як той свого часу забрав у нього ім'я Містіко. 2 жовтня на шоу Ад в клітці вони зіткнулися за право бути Сін Карою, де Хорхе (так само званий тепер Чорним Сін Карою) програв, але продовжував носити маску, поки остаточно не програв її 16 жовтня на матчі маска проти маски. Після цього 4 листопада Хорхе став виступав під ім'ям Уніко і знову об'єднавшись зі старим партнером Колоном, а згодом до них приєднався і Прімо. Уніко і Сін Кара знову зустрілися на Survivor Series (кожен за свою команду). Під час матчу Сін Кара, стрибнув на Уніко отримав травму і вибув з матчу. Сам Уніко вибув від RKO Ренді Ортона. Після цього Уніко почав сольну кар'єру, відокремившись від Епіко і Прімо, і незабаром став з'являтися на рингу в супроводі свого друга Камачо. Разом вони розв'язали фьюд з Тедом Дібіасі, а потім з командними чемпіонами Кофі Кінгстоном і Ар-Трусом. 2 грудня 2013 на RAW  повернувся в образі Сін кари і переміг Альберто Дель Ріо.

## В реслінгу

### Фінішери
- Backbreaker rack spun into a Samoan drop
- Falling Star
- Hunico Special

### Улюблені прийоми
- Double underhook backbreaker
- Moonsault side slam
- Northern Lights suplex
- Roll-up transitioned into a powerbomb

### Менеджери
- Камачо

### Музичні теми
- "Ancient Spirit" від Jim Johnston
- "Maldición (Curse)" від Jim Johnston
- "Respeto" від Reychesta Secret Weapon

## Титули і нагороди
Chikara
- King of Trios (2008) – з El Pantera і Lince Dorado
- Rey de Voladores (2008)

Florida Championship Wrestling
- FCW Florida Tag Team Championship (2 рази) – з Епіко

Pro Wrestling Illustrated
- PWI ставить його # 93 з топ 500 найкращих реслерів у 2012

Nevermore Championship Wrestling
- NCW Light Heavyweight Championship (4 рази)

World Wrestling Association
- WWA Middleweight Championship (2 рази)

NXT
- NXT Tag Team Championship #1 Contender's Tournament (2014) – з Kalisto

WWE
- Slammy Award for Double Vision Moment of the Year (2011) – з Sin Cara Azul